# Pallacanestro Cantù 2017-2018
Questa voce raccoglie le informazioni riguardanti la Pallacanestro Cantù nelle competizioni ufficiali della stagione 2017-2018.

## Stagione
La stagione 2017-2018 della Pallacanestro Cantù sponsorizzata Red October, è la 61ª nel massimo campionato italiano di pallacanestro, la Serie A.
Per la composizione del roster si decise di cambiera la scelta della formula, passando al 5+5, ovvero con 5 giocatori stranieri provenienti da qualsiasi paese e 5 giocatori di formazione italiana.

## Organigramma societario
Aggiornato al 27 novembre 2017.
- Presidente: Irina Gerasimenko
- Amministratore delegato: Andrea Mauri
- General Manager: Antonio Cappellari
- Team Manager: Diego Fumagalli
- Amministrazione: carica vacante
- Ufficio Stampa: Alessandro Palermo
- Addetto agli arbitri: Carlino Cattaneo

- Allenatore: Marco Sodini
- Assistente: Kyryll Bol'šakov, Giuseppe Di Paolo
- Addetto statistiche: Guido Corti
- Preparatore atletico: Oscar Pedretti
- Medico sociale: Federico Casamassima
- Fisioterapisti: Christian Bianchi, Marco Mascheroni
- Responsabile settore giovanile: Antonio Visciglia

## Roster
Aggiornato al 27 marzo 2018.
| Red October Cantù 2017-18 | Red October Cantù 2017-18 |
| Giocatori                 | Staff tecnico             |
| ------------------------- | ------------------------- |

| N. | Naz.                                       | Ruolo | Nome                | Anno | Alt.   | Peso   |  |
| -- | ------------------------------------------ | ----- | ------------------- | ---- | ------ | ------ |  |
| 2  | Stati Uniti (bandiera)                     | P     | Jaime Smith         | 1989 | 190 cm | 83 kg  |  |
| 3  | Stati Uniti (bandiera)                     | PG    | Randy Culpepper     | 1989 | 183 cm | 74 kg  |  |
| 4  | Italia (bandiera)                          | C     | Luca Pappalardo     | 1999 | 204 cm | 92 kg  |  |
| 5  | Italia (bandiera)                          | P     | David Cournooh      | 1990 | 187 cm | 83 kg  |  |
| 8  | Italia (bandiera)                          | G     | Salvatore Parrillo  | 1992 | 190 cm | 75 kg  |  |
| 10 | Italia (bandiera)                          | G     | Maurizio Tassone    | 1990 | 192 cm | 92 kg  |  |
| 15 | Italia (bandiera)                          | C     | Andrea Crosariol    | 1984 | 212 cm | 114 kg |  |
| 19 | Italia (bandiera)                          | AG    | Giacomo Maspero     | 1992 | 204 cm | 102 kg |  |
| 20 | Italia (bandiera)                          | A     | Davide Raucci       | 1990 | 196 cm | 106 kg |  |
| 21 | Stati Uniti (bandiera)                     | G     | Jeremy Chappell (C) | 1987 | 191 cm | 91 kg  |  |
| 23 | Stati Uniti (bandiera) · Italia (bandiera) | AC    | Christian Burns     | 1985 | 203 cm | 108 kg |  |
| 24 | Stati Uniti (bandiera)                     | AP    | Michael Qualls      | 1994 | 196 cm | 93 kg  |  |
| 25 | Stati Uniti (bandiera)                     | AC    | Charles Thomas      | 1986 | 203 cm | 102 kg |  |
| 34 | Stati Uniti (bandiera)                     | AG    | Perry Ellis         | 1993 | 201 cm | 99 kg  |  |

| Allenatore |
| - Kyryll Bol'šakov (fino al 6 ottobre) - Marco Sodini (dal 6 ottobre)                                                                                                 |
| Assistente/i |
| - Marco Sodini (fino al 6 ottobre) - Kyryll Bol'šakov (dal 6 ottobre) - Giuseppe Di Paolo (dal 5 gennaio) Legenda - (C) Capitano - (IN) Inattivo - Infortunato Roster |

## Mercato

### Sessione estiva
| Acquisti | Acquisti         | Acquisti           | Acquisti          | Acquisti      |
| R.a      | Nome             | da                 | Data              | Modalità      |
| -------- | ---------------- | ------------------ | ----------------- | ------------- |
| P        | Jaime Smith      | Chimik Južnyj      | 10 giugno 2017    | definitivo    |
| PG       | Randy Culpepper  | Balıkesir          | 16 giugno 2017    | definitivo    |
| A        | Eric Griffin     | Hap. Gilboa G.E.   | 3 luglio 2017     | definitivo    |
| C        | Curtis Nwohuocha | Treviglio          | 13 luglio 2017    | fine prestito |
| A        | Davide Raucci    | Fortitudo Bologna  | 15 luglio 2017    | definitivo    |
| C        | Andrea Crosariol | Pistoia Basket     | 18 luglio 2017    | definitivo    |
| G        | Jeremy Chappell  | Bandırma Banvit    | 31 luglio 2017    | definitivo    |
| AC       | Charles Thomas   | Mac. Rishon LeZion | 31 luglio 2017    | definitivo    |
| AG       | Giacomo Maspero  | Recanati           | 5 agosto 2017     | definitivo    |
| AC       | Christian Burns  | Brescia            | 11 agosto 2017    | definitivo    |
| AP       | Michael Qualls   | Hap. Gilboa G.E.   | 23 settembre 2017 | definitivo    |
| G        | Maurizio Tassone | PMS Basketball     | 28 settembre 2017 | definitivo    |

| Cessioni | Cessioni          | Cessioni            | Cessioni       | Cessioni                |
| R.       | Nome              | a                   | Data           | Modalità                |
| -------- | ----------------- | ------------------- | -------------- | ----------------------- |
| AG       | Craig Callahan    |                     |                | ritirato                |
| C        | Francesco Quaglia | Derthona Basket     | 8 luglio 2017  | fine contratto          |
| C        | Curtis Nwohuocha  | Scaligera Verona    | 13 luglio 2017 | prestito                |
| G        | Luca Cesana       | Treviglio           |                | rinnovo prestito        |
| AC       | JaJuan Johnson    | Darüşşafaka         | 14 luglio 2017 | fine contratto          |
| A        | Eric Griffin      | Utah Jazz           | 20 luglio 2017 | NBA escape              |
| P        | Zabian Dowdell    | Enisey Krasnojarsk  | 21 luglio 2017 | fine contratto          |
| G        | Biram Baparapè    | USE Empoli          |                | prestito                |
| ALL      | Carlo Recalcati   | Free agent          | 1 agosto 2017  | risoluzione consensuale |
| G        | Fran Pilepić      | Selçuklu Belediyesi | 29 agosto 2017 | fine contratto          |
| AG       | Pat Calathes      |                     |                | ritirato                |
| G        | Alex Acker        | Free agent          |                | fine contratto          |
| AP       | Tremmell Darden   | Free agent          |                | fine contratto          |
| AC       | Uroš Slokar       | Free agent          |                | fine contratto          |

### Dopo l'inizio della stagione
| Acquisti | Acquisti          | Acquisti     | Acquisti         | Acquisti      |
| R.       | Nome              | da           | Data             | Modalità      |
| -------- | ----------------- | ------------ | ---------------- | ------------- |
| ALL      | Giuseppe Di Paolo | Free agent   | 23 dicembre 2017 | definitivo    |
| G        | Luca Cesana       | Treviglio    | 27 dicembre 2017 | fine prestito |
| A        | Perry Ellis       | Sydney Kings | 25 febbraio 2018 | definitivo    |

| Cessioni | Cessioni       | Cessioni        | Cessioni         | Cessioni                |
| R.       | Nome           | a               | Data             | Modalità                |
| -------- | -------------- | --------------- | ---------------- | ----------------------- |
| AP       | Michael Qualls | Free agent      | 13 novembre 2017 | risoluzione consensuale |
| G        | Luca Cesana    | Eurobasket Roma | 27 dicembre 2017 | rescissione             |
| A        | Davide Raucci  | Virtus Roma     | 27 marzo 2018    | risoluzione consensuale |

## Risultati

### Serie A

#### Stagione regolare

##### Girone d'andata
| Arbitri: | Sardella (Rimini) Bettini (Bologna) Belfiore (Napoli) |

|                                |            |                                |
| Jones 19 Randolph 18 Pierre 13 | Punti      | 22 Smith 15 Burns 11 Culpepper |
| Stipčević 8                    | Assist     | 3 Chappell, Thomas             |
| Jones 17                       | Rimbalzi   | 12 Burns                       |
| Federico Pasquini              | Allenatori | Kyryll Bol'šakov               |

| Arbitri: | Filippini (Pisa) Aronne (Viterbo) Perciavalle (Torino) |

|                                       |            |                                 |
| Chappell 24 Culpepper 17 Crosariol 15 | Punti      | 17 Martin 14 Ricci 13 Milbourne |
| Smith 8                               | Assist     | 9 Johnson-Odom                  |
| Burns 10                              | Rimbalzi   | 8 Milbourne                     |
| Marco Sodini                          | Allenatori | Meo Sacchetti                   |

| Arbitri: | Mazzoni (Grosseto) Vicino (Bologna) Quarta (Torino) |

|                               |            |                                            |
| Okoye 22 Waller 18 Ferrero 17 | Punti      | 16 Chappell, Culpepper 11 Burns 9 Cournooh |
| Wells 5                       | Assist     | 3 Cournooh, Crosariol                      |
| Okoye 18                      | Rimbalzi   | 10 Burns, Chappell                         |
| Attilio Caja                  | Allenatori | Marco Sodini                               |

| Arbitri: | Sahin (Messina) Morelli (Brindisi) Boninsegna (Milano) |

|                                   |            |                                  |
| Chappell 24 Burns 20 Crosariol 12 | Punti      | 15 Gomes 14 Sutton 12 Flaccadori |
| Smith 8                           | Assist     | 4 Shields                        |
| Burns 9                           | Rimbalzi   | 12 Sutton                        |
| Marco Sodini                      | Allenatori | Maurizio Buscaglia               |

| Arbitri: | Baldini (Firenze) Paglialunga (Taranto) Di Francesco (Teramo) |

|                             |            |                                |
| Leunen 17 Scrubb 15 Rich 14 | Punti      | 18 Smith 14 Thomas 11 Chappell |
| Fitipaldo 6                 | Assist     | 4 Chappell                     |
| Scrubb 9                    | Rimbalzi   | 7 Burns, Chappell, Thomas      |
| Stefano Sacripanti          | Allenatori | Marco Sodini                   |

| Arbitri: | Weidmann (Roma) Attard (Siracusa) Calbucci (Pomezia) |

|                                   |            |                                    |
| Kennedy 26 Gaspardo 12 Sanadze 10 | Punti      | 36 Culpepper 14 Burns 13 Crosariol |
| Moore 9                           | Assist     | 7 Cournooh                         |
| Bond 9                            | Rimbalzi   | 11 Burns                           |
| Vincenzo Esposito                 | Allenatori | Marco Sodini                       |

| Arbitri: | Vicino (Bologna) Bartoli (Trieste) Galasso (Siena) |

|                                          |            |                               |
| Culpepper 26 Chappell 18 Burns, Smith 13 | Punti      | 20 Orelik 19 Haynes 16 Bramos |
| Chappell 5                               | Assist     | 10 Johnson                    |
| Chappell 12                              | Rimbalzi   | 9 Bramos                      |
| Marco Sodini                             | Allenatori | Walter De Raffaele            |

| Arbitri: | Martolini (Roma) Biggi (Sarmato) Caiazza (Arzano) |

|                                   |            |                                |
| Washington 29 Vujačić 16 Poeta 14 | Punti      | 25 Culpepper 16 Smith 14 Burns |
| Garrett 6                         | Assist     | 6 Culpepper, Smith             |
| Washington 7                      | Rimbalzi   | 15 Burns                       |
| Luca Banchi                       | Allenatori | Marco Sodini                   |

| Arbitri: | Seghetti (Livorno) Bettini (Bologna) Nicolini (Palermo) |

|                                   |            |                                |
| Culpepper 25 Chappell 17 Burns 15 | Punti      | 26 Landry 14 L. Vitali 11 Moss |
| Culpepper 8                       | Assist     | 7 L. Vitali                    |
| Chappell 11                       | Rimbalzi   | 12 Hunt                        |
| Marco Sodini                      | Allenatori | Andrea Diana                   |

| Arbitri: | Biggi (Sarmato) Sardella (Rimini) Quarta (Torino) |

|                                   |            |                                             |
| Culpepper 28 Burns 17 Chappell 15 | Punti      | 21 A. Gentile 13 Aradori 11 Lafayette, Umeh |
| Smith 8                           | Assist     | 4 Aradori, A. Gentile                       |
| Burns 12                          | Rimbalzi   | 9 Slaughter                                 |
| Marco Sodini                      | Allenatori | Alessandro Ramagli                          |

| Arbitri: | Paternicò (Piazza Armerina) Aronne (Viterbo) Grigioni (Roma) |

|                                            |            |                             |
| Goudelock 23 Micov 15 Abass, Tarczewski 13 | Punti      | 20 Thomas 16 Burns 13 Smith |
| Theodore 6                                 | Assist     | 4 Cournooh                  |
| Tarczewski 9                               | Rimbalzi   | 8 Chappell                  |
| Simone Pianigiani                          | Allenatori | Marco Sodini                |

| Arbitri: | Sahin (Messina) Caiazza (Arzano) Giovannetti (Papigno) |

|                                    |            |                                |
| Culpepper 20 Smith 19 Crosariol 14 | Punti      | 28 Moore 14 Bertone 13 Monaldi |
| Chappell, Cournooh 6               | Assist     | 5 Moore                        |
| Crosariol 10                       | Rimbalzi   | 7 Mika                         |
| Marco Sodini                       | Allenatori | Spiro Leka                     |

| Arbitri: | Sabetta (Termoli) Aronne (Viterbo) Boninsegna (Milano) |

|                                           |            |                                |
| Mark'oishvili 19 Della Valle 17 Wright 15 | Punti      | 21 Smith 20 Burns 16 Culpepper |
| Wright 6                                  | Assist     | 6 Culpepper, Smith             |
| Reynolds, Wright 10                       | Rimbalzi   | 10 Burns                       |
| Massimiliano Menetti                      | Allenatori | Marco Sodini                   |

| Arbitri: | Filippini (Pisa) Di Francesco (Teramo) Belfiore (Napoli) |

|                                         |            |                                              |
| Smith 18 Chappell 16 Thomas 15          | Punti      | 19 Wojciechowski 12 Alibegović 11 Stojanović |
| Chappell, Crosariol, Culpepper, Smith 5 | Assist     | 10 Maynor                                    |
| Burns, Chappell 8                       | Rimbalzi   | 9 Wojciechowski                              |
| Marco Sodini                            | Allenatori | Gennaro Di Carlo                             |

| Arbitri: | Mazzoni (Grosseto) Borgioni (Roma) Galasso (Siena) |

|                                        |            |                                 |
| Lalanne 22 Moore, D. Smith 17 Tepić 12 | Punti      | 24 Burns 18 Culpepper 17 Thomas |
| Moore, D. Smith 4                      | Assist     | 3 Chappell, Cournooh, Culpepper |
| Lalanne 12                             | Rimbalzi   | 12 Burns                        |
| Francesco Vitucci                      | Allenatori | Marco Sodini                    |

##### Girone di ritorno
| Arbitri: | Paternicò (Piazza Armerina) Paglialunga (Massafra) Bongiorni (Pisa) |

|                                           |            |                                   |
| Smith 23 Chappell 22 Crosariol, Thomas 14 | Punti      | 26 Pierre 19 Planinić 14 Polonara |
| Culpepper 7                               | Assist     | 7 Bamforth                        |
| Chappell 10                               | Rimbalzi   | 10 Pierre                         |
| Marco Sodini                              | Allenatori | Federico Pasquini                 |

| Arbitri: | Lo Guzzo (Catanzaro) Aronne (Viterbo) Nicolini (Palermo) |

|                                |            |                                                      |
| Martin 31 D. Diener 19 Sims 15 | Punti      | 25 Culpepper 19 Smith, Thomas 12 Cournooh, Crosariol |
| Ruzzier 6                      | Assist     | 2 Culpepper                                          |
| Martin 10                      | Rimbalzi   | 9 Thomas                                             |
| Romeo Sacchetti                | Allenatori | Marco Sodini                                         |

| Arbitri: | Rossi (Sansepolcro) Attard (Siracusa) Di Francesco (Teramo) |

|                                |            |                                          |
| Smith 18 Culpepper 14 Burns 13 | Punti      | 19 Wells 13 Okoye, Cain 12 Tambone, Vene |
| Cournooh, Smith, Thomas 3      | Assist     | 4 Cain                                   |
| Burns, Thomas 7                | Rimbalzi   | 18 Cain                                  |
| Marco Sodini                   | Allenatori | Attilio Caja                             |

| Arbitri: | Bettini (Bologna) Weidmann (Roma) Belfiore (Napoli) |

|                                   |            |                                |
| Gutiérrez 23 Sutton 18 Shields 13 | Punti      | 20 Thomas 16 Cournooh 14 Smith |
| Gutiérrez, Shields, Sutton 3      | Assist     | 3 Cournooh, Smith              |
| Sutton 11                         | Rimbalzi   | 10 Burns                       |
| Maurizio Buscaglia                | Allenatori | Marco Sodini                   |

| Arbitri: | Seghetti (Livorno) Rossi (Sansepolcro) Paglialunga (Massafra) |

|                                 |            |                             |
| Smith 20 Thomas 16 Culpepper 11 | Punti      | 18 Rich 15 Fesenko 14 Wells |
| Chappell 6                      | Assist     | 6 Leunen                    |
| Burns 7                         | Rimbalzi   | 14 Fesenko                  |
| Marco Sodini                    | Allenatori | Stefano Sacripanti          |

| Arbitri: | Filippini (Pisa) Baldini (Firenze) Calbucci (Pomezia) |

|                               |            |                                          |
| Smith 21 Burns 17 Chappell 14 | Punti      | 18 Mian 13 Gaspardo, Laquintana 10 McGee |
| Smith 8                       | Assist     | 11 Moore                                 |
| Burns 15                      | Rimbalzi   | 7 Ivanov                                 |
| Marco Sodini                  | Allenatori | Vincenzo Esposito                        |

| Arbitri: | Sahin (Messina) Caiazza (Arzano) Ranaudo (Roma) |

|                             |            |                                 |
| Watt 18 Biligha 15 Perić 14 | Punti      | 18 Culpepper 15 Thomas 14 Smith |
| De Nicolao, Sosa, Tonut 4   | Assist     | 4 Smith                         |
| Daye 9                      | Rimbalzi   | 8 Ellis, Thomas                 |
| Walter De Raffaele          | Allenatori | Marco Sodini                    |

| Arbitri: | Filippini (Pisa) Bettini (Bologna) Boninsegna (Milano) |

|                                           |            |                                     |
| Chappell, Culpepper 20 Thomas 17 Smith 14 | Punti      | 30 Washington 15 Vujačić 14 Garrett |
| Culpepper 8                               | Assist     | 10 Garrett                          |
| Burns 16                                  | Rimbalzi   | 6 Mazzola, Washington               |
| Marco Sodini                              | Allenatori | Paolo Galbiati                      |

| Arbitri: | Mazzoni (Grosseto) Di Francesco (Teramo) Bongiorni (Pisa) |

|                                  |            |                                   |
| Landry 17 M. Vitali 14 Ortner 13 | Punti      | 19 Burns 14 Chappell 11 Culpepper |
| Moss, L. Vitali 3                | Assist     | 4 Smith                           |
| Moore 8                          | Rimbalzi   | 12 Burns                          |
| Andrea Diana                     | Allenatori | Marco Sodini                      |

| Arbitri: | Lo Guzzo (Catanzaro) Bartoli (Trieste) Nicolini (Palermo) |

|                                         |            |                                          |
| A. Gentile 24 Baldi Rossi 20 Aradori 15 | Punti      | 22 Burns 15 Chappell, Culpepper 13 Smith |
| A. Gentile 6                            | Assist     | 8 Smith                                  |
| Slaughter 9                             | Rimbalzi   | 11 Burns                                 |
| Alessandro Ramagli                      | Allenatori | Marco Sodini                             |

| Arbitri: | Lanzarini (Bologna) Vicino (Bologna) Paglialunga (Massafra) |

|                                 |            |                                      |
| Smith 26 Culpepper 20 Thomas 17 | Punti      | 22 Goudelock 16 Gudaitis 12 Jerrells |
| Smith 5                         | Assist     | 7 Cinciarini                         |
| Burns, Chappell, Thomas 8       | Rimbalzi   | 6 Gudaitis, Kuzminskas               |
| Marco Sodini                    | Allenatori | Simone Pianigiani                    |

| Arbitri: | Lo Guzzo (Catanzaro) Belfiore (Napoli) Borgioni (Roma) |

|                                       |            |                               |
| Clarke 29 Bertone 18 Braun, Omogbo 10 | Punti      | 18 Burns 17 Chappell 15 Smith |
| Ancellotti, Monaldi 3                 | Assist     | 5 Smith                       |
| Omogbo 8                              | Rimbalzi   | 14 Burns                      |
| Massimo Galli                         | Allenatori | Marco Sodini                  |

| Arbitri: | Sabetta (Termoli) Vicino (Bologna) Ranaudo (Roma) |

|                                 |            |                                     |
| Culpepper 21 Thomas 19 Burns 15 | Punti      | 28 Della Valle 12 Reynolds 11 White |
| Smith 5                         | Assist     | 7 White                             |
| Burns 13                        | Rimbalzi   | 7 Reynolds                          |
| Marco Sodini                    | Allenatori | Massimiliano Menetti                |

| Arbitri: | Begnis (Crema) Aronne (Viterbo) Bartoli (Trieste) |

|                                              |            |                                             |
| Atsür, Faust 18 Knox, Kulboka 8 Stojanović 7 | Punti      | 14 Culpepper, J. Smith 12 Burns 10 Chappell |
| Stojanović 5                                 | Assist     | 4 J. Smith                                  |
| Atsür, Faust, Knox, A. Smith 7               | Rimbalzi   | 13 Burns                                    |
| Andrea Mazzon                                | Allenatori | Marco Sodini                                |

| Arbitri: | Paternicò (Piazza Armerina) Di Francesco (Teramo) Galasso (Siena) |

|                                 |            |                                           |
| Thomas 22 Culpepper 21 Burns 19 | Punti      | 23 D. Smith 16 Iannuzzi 14 Mesiček, Suggs |
| Culpepper 6                     | Assist     | 6 Iannuzzi, D. Smith, Tepić               |
| Burns 10                        | Rimbalzi   | 7 Iannuzzi                                |
| Marco Sodini                    | Allenatori | Francesco Vitucci                         |

#### Playoff
I Quarti di Finale si giocano al meglio delle cinque partite. La squadra con il miglior piazzamento in classifica al termine della stagione regolare gioca in casa gara-1, gara-2 e la eventuale gara-5.
|   | Squadra        | G1  | G2 | G3 |
| - | -------------- | --- | -- | -- |
| 2 | Olimpia Milano | 105 | 87 | 74 |
| 7 | Pall. Cantù    | 73  | 75 | 65 |

| Arbitri: | Lanzarini (Bologna) Sardella (Rimini) Di Francesco (Teramo) |

|                                        |            |                                 |
| Goudelock 17 Cinciarini 15 Jerrells 14 | Punti      | 17 Smith 16 Culpepper 10 Thomas |
| Cinciarini 6                           | Assist     | 4 Culpepper                     |
| Tarczewski 10                          | Rimbalzi   | 9 Burns                         |
| Simone Pianigiani                      | Allenatori | Marco Sodini                    |

| Arbitri: | Begnis (Crema) Baldini (Firenze) Quarta (Torino) |

|                                   |            |                                          |
| Bertāns 16 Kuzminskas 15 Micov 13 | Punti      | 24 Culpepper 18 Burns, Thomas 6 Chappell |
| Cinciarini 5                      | Assist     | 6 Smith                                  |
| Tarczewski 9                      | Rimbalzi   | 11 Burns                                 |
| Simone Pianigiani                 | Allenatori | Marco Sodini                             |

| Arbitri: | Paternicò (Piazza Armerina) Rossi (Sansepolcro) Attard (Siracusa) |

|                                       |            |                                     |
| Culpepper 18 Burns, Thomas 12 Smith 9 | Punti      | 24 Goudelock 11 Bertāns 10 Gudaitis |
| Smith 5                               | Assist     | 6 Jerrells                          |
| Thomas 8                              | Rimbalzi   | 7 Kuzminskas                        |
| Marco Sodini                          | Allenatori | Simone Pianigiani                   |

### Coppa Italia
Grazie al sesto posto in classifica ottenuto al termine del girone d'andata la Pallacanestro Cantù ha ottenuto il diritto a partecipare alle Final Eight di Coppa Italia che si sono tenute dal 15 al 18 febbraio al Nelson Mandela Forum.
|   | Squadra        | Risultato |
| - | -------------- | --------- |
| 3 | Olimpia Milano | 87        |
| 6 | Pall. Cantù    | 105       |

| Arbitri: | Lanzarini (Bologna) Weidmann (Roma) Vicino (Bologna) |

| |            | |
| Goudelock 23 Theodore 16 Kuzminskas 10 | Punti      | 23 Smith 19 Chappell 16 Thomas                                                                                                  |
| Theodore 6 | Assist     | 8 Smith |
| Cusin, Micov, Theodore 7 | Rimbalzi   | 12 Burns |
| 0 Goudelock· 5 Micov· 19 Kuzminskas· 22 Cusin· 25 Theodore 6 Tomba· 7 Pascolo· 20 Cinciarini· 23 Abass· 45 Bertans· 55 Jerrells· 77 Gudaitis | Formazioni | 2 Smith· 5 Cournooh· 21 Chappell· 23 Burns· 25 Thomas 4 Pappalardo· 8 Parrillo· 10 Tassone· 15 Crosariol· 19 Maspero· 20 Raucci |
| Simone Pianigiani | Allenatori | Marco Sodini |

|   | Squadra     | Risultato |
| - | ----------- | --------- |
| 6 | Pall. Cantù | 82        |
| 2 | Brescia     | 87        |

| Arbitri: | Sabetta (Termoli) Rossi (Sansepolcro) Aronne (Viterbo) |

| |            | |
| Thomas 20 Smith 19 Chappell 17                                                                                                  | Punti      | 19 L. Vitali 17 Landry 15 Moore                                                                                |
| Chappell, Smith 4 | Assist     | 4 L. Vitali |
| Burns 14 | Rimbalzi   | 11 Hunt |
| 2 Smith· 5 Cournooh· 21 Chappell· 23 Burns· 25 Thomas 4 Pappalardo· 8 Parrillo· 10 Tassone· 15 Crosariol· 19 Maspero· 20 Raucci | Formazioni | 2 Moore· 4 Hunt· 7 L. Vitali· 8 Landry· 34 Moss 5 Mastellari· 10 Ortner· 26 Traini· 31 M. Vitali· 41 Sacchetti |
| Marco Sodini | Allenatori | Andrea Diana                                                                                                   |

## Statistiche

### Statistiche di squadra
Aggiornate al 10 maggio 2018.
| Competizione   | Punti | In casa | In casa | In casa | In casa | In casa | In trasferta | In trasferta | In trasferta | In trasferta | In trasferta | Totale | Totale | Totale | Totale | Totale | Totale |
| Competizione   | Punti | G       | V       | P       | Ptf     | Pts     | G            | V            | P            | Ptf          | Pts          | G      | V      | P      | Ptf    | Pts    | Diff.  |
| -------------- | ----- | ------- | ------- | ------- | ------- | ------- | ------------ | ------------ | ------------ | ------------ | ------------ | ------ | ------ | ------ | ------ | ------ | ------ |
| Serie A        | 32    | 15      | 11      | 4       | 1393    | 1278    | 15           | 5            | 10           | 1226         | 1336         | 30     | 16     | 14     | 2619   | 2614   | +5     |
| Play-off       | -     | 1       | 0       | 1       | 65      | 74      | 2            | 0            | 2            | 148          | 192          | 3      | 0      | 3      | 213    | 266    | -53    |
| Totale Serie A | 32    | 16      | 11      | 5       | 1458    | 1352    | 17           | 5            | 12           | 1374         | 1528         | 33     | 16     | 17     | 2832   | 2880   | -48    |
| Coppa Italia   | -     | -       | -       | -       | -       | -       | -            | -            | -            | -            | -            | 2      | 1      | 1      | 187    | 174    | +13    |
| Totale         | 32    | 16      | 11      | 5       | 1458    | 1352    | 17           | 5            | 12           | 1374         | 1528         | 35     | 17     | 18     | 3019   | 3054   | -35    |

### Statistiche dei giocatori
Aggiornate al 10 maggio 2018.
| Nome               | G  | Pun | Min  | Falli | Falli | Tiri da 2 | Tiri da 2 | Tiri da 2 | Tiri da 3 | Tiri da 3 | Tiri da 3 | Tiri Liberi | Tiri Liberi | Tiri Liberi | Rimbalzi | Rimbalzi | Rimbalzi | Stop | Stop | Palle | Palle | Ass | Val | OER   | +/- |
| Nome               | G  | Pun | Min  | C     | S     | R         | T         | %         | R         | T         | %         | R           | T           | %           | O        | D        | T        | D    | S    | P     | R     | Ass | Val | OER   | +/- |
| ------------------ | -- | --- | ---- | ----- | ----- | --------- | --------- | --------- | --------- | --------- | --------- | ----------- | ----------- | ----------- | -------- | -------- | -------- | ---- | ---- | ----- | ----- | --- | --- | ----- | --- |
| Randy Culpepper    | 32 | 551 | 1063 | 54    | 156   | 113       | 222       | 50.9      | 71        | 202       | 35.1      | 112         | 160         | 70.0        | 13       | 94       | 107      | 6    | 13   | 79    | 68    | 116 | 570 | 0.934 | -55 |
| Jaime Smith        | 33 | 476 | 979  | 72    | 113   | 93        | 175       | 53.1      | 65        | 162       | 40.1      | 95          | 112         | 84.8        | 12       | 31       | 43       | 0    | 14   | 65    | 24    | 145 | 454 | 1.018 | -1  |
| Christian Burns    | 31 | 439 | 944  | 88    | 111   | 153       | 269       | 56.9      | 21        | 76        | 27.6      | 70          | 109         | 64.2        | 77       | 233      | 310      | 7    | 11   | 38    | 41    | 41  | 602 | 0.999 | -1  |
| Jeremy Chappell    | 33 | 380 | 1037 | 105   | 52    | 108       | 200       | 54.0      | 39        | 127       | 30.7      | 47          | 58          | 81.0        | 39       | 151      | 190      | 15   | 11   | 68    | 52    | 84  | 398 | 0.878 | 81  |
| Charles Thomas     | 30 | 365 | 625  | 100   | 123   | 94        | 195       | 48.2      | 26        | 77        | 33.8      | 99          | 118         | 83.9        | 47       | 78       | 125      | 12   | 13   | 44    | 13    | 35  | 345 | 0.955 | 67  |
| David Cournooh     | 33 | 221 | 696  | 54    | 59    | 44        | 89        | 49.4      | 27        | 90        | 30.0      | 52          | 70          | 74.3        | 15       | 57       | 72       | 2    | 8    | 29    | 10    | 73  | 220 | 0.888 | -89 |
| Andrea Crosariol   | 22 | 175 | 495  | 64    | 37    | 81        | 122       | 66.4      | 0         | 0         | 0.0       | 13          | 24          | 54.2        | 27       | 56       | 83       | 22   | 4    | 31    | 5     | 34  | 205 | 1.080 | -39 |
| Salvatore Parrillo | 32 | 104 | 379  | 69    | 14    | 8         | 21        | 38.1      | 26        | 58        | 44.8      | 10          | 12          | 83.3        | 18       | 20       | 38       | 0    | 0    | 12    | 13    | 19  | 60  | 1.024 | 7   |
| Perry Ellis        | 14 | 99  | 280  | 20    | 23    | 36        | 75        | 48.0      | 5         | 17        | 29.4      | 12          | 23          | 52.2        | 38       | 30       | 68       | 1    | 5    | 16    | 8     | 9   | 105 | 0.786 | -83 |
| Giacomo Maspero    | 16 | 8   | 40   | 16    | 2     | 2         | 10        | 20.0      | 1         | 2         | 50.0      | 1           | 2           | 50.0        | 4        | 3        | 7        | 1    | 2    | 4     | 1     | 0   | -13 | 0.313 | -34 |
| Maurizio Tassone   | 13 | 3   | 23   | 5     | 1     | 0         | 1         | 0.0       | 1         | 3         | 33.3      | 0           | 0           | 0.0         | 1        | 2        | 3        | 0    | 0    | 0     | 0     | 0   | -1  | 0.231 | -12 |
| Luca Pappalardo    | 3  | 0   | 4    | 1     | 0     | 0         | 2         | 0.0       | 0         | 1         | 0.0       | 0           | 0           | 0.0         | 0        | 0        | 0        | 0    | 0    | 0     | 0     | 0   | -4  | 0.000 | -7  |

#### Giocatori trasferiti dopo l'inizio della stagione
| Nome           | G  | Pun | Min | Falli | Falli | Tiri da 2 | Tiri da 2 | Tiri da 2 | Tiri da 3 | Tiri da 3 | Tiri da 3 | Tiri Liberi | Tiri Liberi | Tiri Liberi | Rimbalzi | Rimbalzi | Rimbalzi | Stop | Stop | Palle | Palle | Ass | Val | OER   | +/- |
| Nome           | G  | Pun | Min | C     | S     | R         | T         | %         | R         | T         | %         | R           | T           | %           | O        | D        | T        | D    | S    | P     | R     | Ass | Val | OER   | +/- |
| -------------- | -- | --- | --- | ----- | ----- | --------- | --------- | --------- | --------- | --------- | --------- | ----------- | ----------- | ----------- | -------- | -------- | -------- | ---- | ---- | ----- | ----- | --- | --- | ----- | --- |
| Michael Qualls | 2  | 7   | 24  | 4     | 1     | 3         | 6         | 50.0      | 0         | 1         | 0.0       | 1           | 1           | 100.0       | 1        | 7        | 8        | 0    | 0    | 2     | 0     | 1   | 7   | 0.538 | -19 |
| Davide Raucci  | 12 | 4   | 61  | 7     | 0     | 2         | 9         | 22.2      | 0         | 5         | 0.0       | 0           | 0           | 0.0         | 1        | 1        | 2        | 0    | 2    | 3     | 1     | 3   | -14 | 0.125 | -25 |